# Hannes Tuch
Hannes Tuch (* 2. November 1906 in Meschede; † 12. September 1986 in Lennestadt) war ein deutscher Förster und Schriftsteller.

## Leben

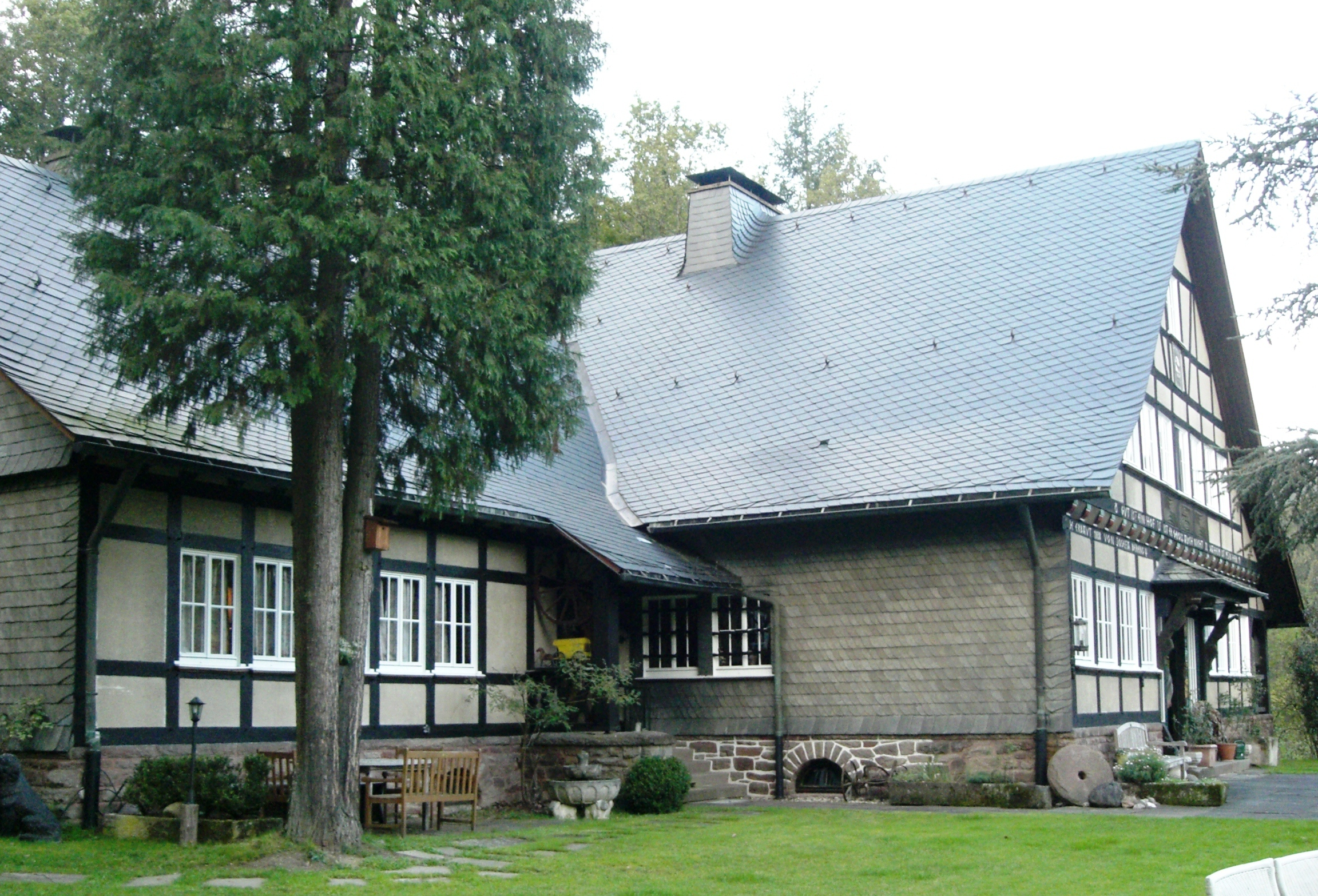
Der Femhof, ehemaliges Wohnhaus von Josefa Berens-Totenohl

Tuch wurde als Sohn eines Kochs in Meschede geboren und verbrachte seine Kindheit und Jugend in Laer. Er unternahm ausgedehnte Reisen in ganz Europa, aber auch zum Nordkap und nach Afrika, in seiner Heimat beschäftigte er sich mit archäologischen Studien. Er wurde Förster im Forsthaus Schwedenbusch am Rande der Warburger Börde.
Nach seiner Pensionierung im Jahre 1969 kehrte er in das Sauerland zurück. Er erwarb dort das ehemalige Wohnhaus von Josefa Berens-Totenohl, den „Femhof“. Tuch verfasste ihre Biografie, die postum im Jahre 2000 erschien.

## Auszeichnungen
Bundespräsident Heuss prämierte Tuchs Der Horst der großen Vögel 1955 als bestes Tierbuch. Auch die UNESCO würdigte das Buch.

## Werke (Auswahl)
- Das Jagdhüttenbuch. Sauer-Morhard, Würzburg 1948.
- Chronos und der Waldläufer. Verlags-Anstalt Rheinhausen, Rheinhausen 1951.
- Gespräche mit Bäumen. Bärenreiter, Kassel 1951.
- Waldläufer auf lautlosem Pfad. Verlags-Anstalt Rheinhausen, Rheinhausen 1953.
- An einsamen Feuern. Wirkliche und spukhafte Begegnungen mit seltsamen und seltenen Menschen und Abenteuern. Verlags-Anstalt Rheinhausen, Rheinhausen 1953.
- Das Buch der Bäume. Verlags-Anstalt Rheinhausen, Rheinhausen 1953.
- Schüsse im Nebel. Aschendorff, Münster 1955.
- Der Horst der großen Vögel. Herold, Stuttgart 1956.
- Das Recht des Stärkeren. 1958.
- Das versunkene Schloß. 1958.
- Wein aus Österreich. 1963.
- Wald und Wild. 1963.
- August Straub. Mensch und Werk. 1970.
- R. Bicher, der Maler. 1975.
- Mein Freund Janis Jaunsudrabinés. Münster 1982
- Menschen und Bäume. Leute im Femhof. Wullenweber, Meschede 1984.

postum
- J. Gierse (Hg.): Das karge Gold der frühen Jahre. Erinnerungen an eine Jugendzeit. Grobbel, Fredeburg 1986, ISBN 3-922659-97-7.
- Mein Denken an Dich. Biografie der Josefa Berens-Totenohl. Bearb. von Klaus Peter Wolf, Haag und Herchen, Frankfurt am Main 2000, ISBN 3-89846-000-2.

Film
- Wo die Wege sich kreuzen. 1960.